# Cinta de correr

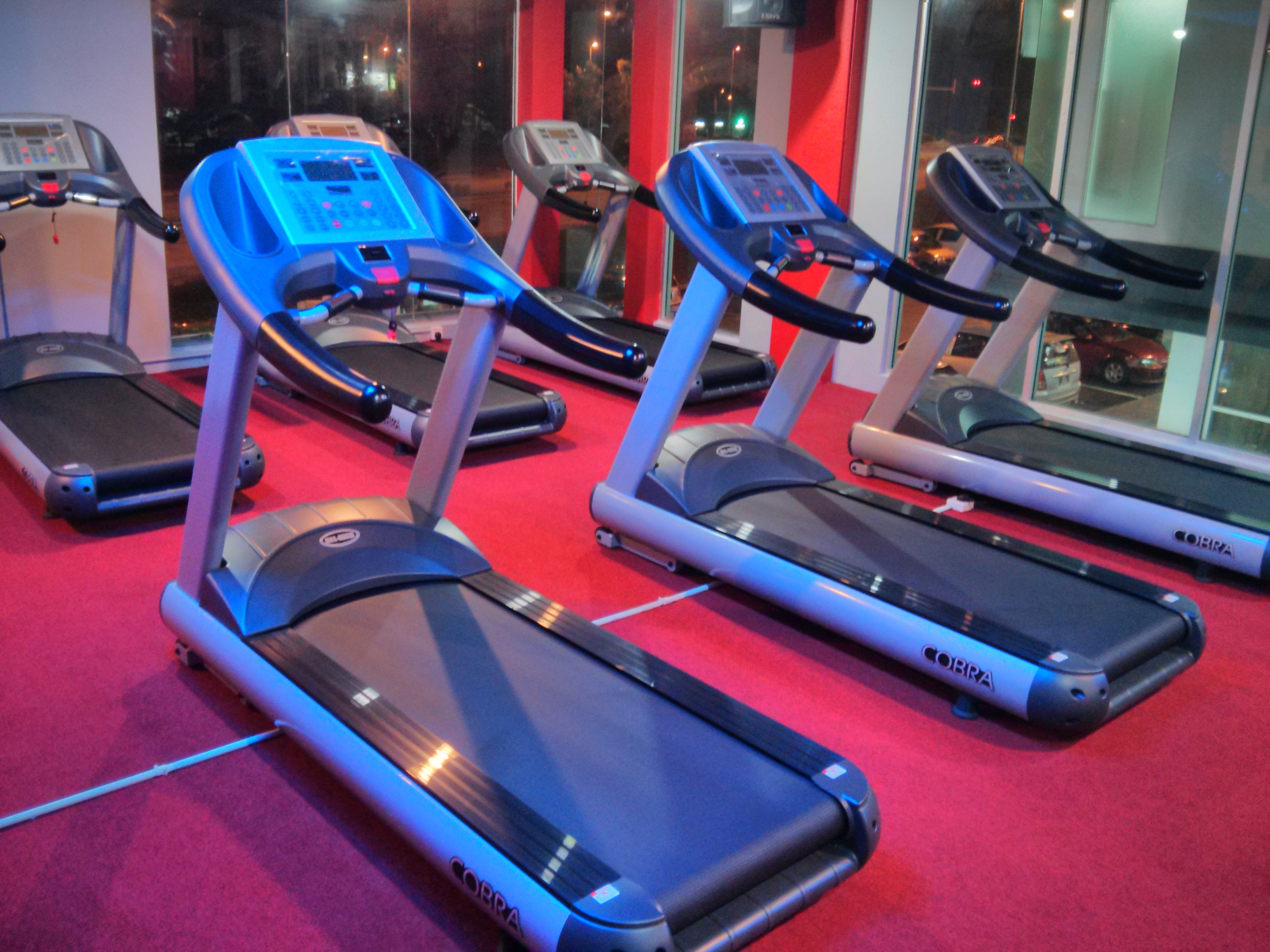
Cintas de correr eléctricas

Una cinta de correr (también banda sin fin, cinta ergométrica, caminadora, caminadora de banda, trotadora, cinta de andar o máquina de caminar) es una máquina para entrenamiento físico que puede funcionar mediante propulsión eléctrica o manual, y que sirve para correr o andar sin moverse de un mismo sitio. Es considerada como una de las máquinas de ejercicio cardiovascular con mayor número de ventas a nivel mundial. Su uso es adecuado para la práctica de deporte, simulando el trote que podríamos llevar en un espacio abierto. No obstante, también es utilizada para fines terapéuticos o de diagnóstico en centros médicos o de rehabilitación.

## Historia
El 17 de junio de 1913 fue patentado un primer sistema de cinta de correr por Claude Lauraine Hagen, Nº de patente 1.064.968, compuesta de 2 hojas con varios dibujos en diferentes perspectivas más un texto descriptivo, bajo el epígrafe de training machine (máquina de entrenamiento). Consistía en un dispositivo para ejercitación que funcionaba propulsado con los pies y que incorporaba además un mecanismo para variar la inclinación, otro para plegado e incluso mencionaba un sistema para aislar el ruido. Esta cinta de correr disponía de una superficie de carrera compuesta por una serie de rodillos (13, según el diseño original) que hacían girar un tapiz de tela reforzada, y en donde Lauraine presumía también de haber ideado un sistema para evitar que los dedos de los pies pudieran quedarse trabados entre los rodillos y debajo del tapiz.
Los testigos firmantes de dicha patente fueron F. Varren Vright y Fred Francis Weiss,y la numeración de dicho prototipo fue 655.827. La presentación inicial del proyecto de aplicación, no obstante, data del 20 de octubre de 1911, según se menciona en el citado documento.
Unos años más tarde, en 1952, nació la primera cinta de correr con fines terapéuticos. Fue inventada por Robert Arthur Bruce de la Universidad de Washington, quien más tarde sería bautizado como el padre del ejercicio cardiológico. Este cardiólogo realizó un profundo estudio junto con su empleado Wayne Quinton con el propósito de monitorear y diagnosticar determinadas afecciones cardíacas y enfermedades pulmonares. Fruto de esta investigación fue creado el Protocolo de Bruce, un test para diagnosis que evalúa la función cardíaca mientras el paciente se ejercita sobre una cinta de correr. El protocolo se compone de siete etapas de tres minutos de duración cada una de ellas, en donde a cada etapa aumenta paulatinamente el grado de dificultad. Al cabo de los años Wayne Quinton vendió su participación en el proyecto a la empresa norteamericana de equipamiento deportivo StairMaster, la cual sería posteriormente absorbida por la también norteamericana Nautilus Inc.
William Staub elaboró junto con su hijo Gerald la primera cinta de correr para uso doméstico en una acción de autorreto tras leer el libro Aerobics, publicado por Kenneth H. Cooper en 1968. En el libro, Cooper constataba que las personas que corrían durante ocho minutos al día cuatro o cinco veces por semana poseían una mejor condición física que los que no lo hacían, a la vez que también manifestaba que las máquinas a motor para ejercitación física iban a tener siempre un coste de adquisición excesivamente elevado.
Staub constató entonces que quizá no sería caro fabricar una cinta de correr de uso doméstico y desarrolló una para su propio uso. Una vez terminada, la bautizó con el nombre de PaceMaster 600 y decidió enviársela al Dr. Cooper. Cooper quedó tan entusiasmado con el invento que se puso a buscar los primeros clientes para la cinta, en donde se incluían mayoritariamente vendedores de material deportivo y otros comerciantes del sector.
Fundaron entonces Aerobics Inc. La PaceMaster 600 se convirtió en la primera cinta de correr motorizada de costo asequible en fabricarse de forma seriada y dirigida al público doméstico, iniciando su producción a finales de los años 60.

## Tipos de banda sin fin y contraste con caminar al aire libre
A pesar de tener un uso concurrente en deportistas profesionales y no profesionales de diversas índoles, así como asiduos a competiciones populares o expertos corredores, existe una diferencia sustancial entre correr al aire libre y hacerlo sobre una cinta, la cual se halla en la fase de impulso. Mientras que en la carrera libre el impulso es ejecutado por nosotros mismos, en el caso de la cinta de correr es ‘el suelo’ el que se mueve hacia nosotros, disminuyendo significativamente la fuerza exigida al corredor en el concepto de impulso de inercia. Las fases de apoyo y recuperación se mantienen prácticamente invariables. A partir de cierta gama, las cintas de correr muestran una mayor absorción del impacto que la obtenida al correr sobre el cemento o el asfalto, permitiendo también una más rápida recuperación física cuando se padece una lesión de rodillas o articulaciones.

Otra particularidad en las cintas de correr es que incorporan un mecanismo para regular la elevación y mediante el cual es posible variar la inclinación del banco, generalmente en un ángulo que va desde los -1 hasta los +15 grados de media, permitiendo en algunos casos un ángulo de elevación de hasta +40 grados. La inclinación del banco obliga al usuario a cambiar el flujo rítmico así como la intensidad del ejercicio y esto permite que diferentes elementos del sistema muscular vayan actuando en conmutación.
Las cintas de correr, sobre todo las de tipo doméstico, disponen en su mayoría de ruedas de transporte para facilitar su desplazamiento de un lugar a otro. Muchas cintas del mercado actual disponen también de efectivos sistemas para plegado (bien manuales o automatizados) pensados para optimizar el espacio cuando el aparato no se está utilizando.  Existen también bandas sin fin para uso mientras se hace trabajo de oficina, bajo el escritorio.

## Electrificación
Hay bandas sin fin a motorización eléctrica, y las hay sin motor o manuales (también denominadas magnéticas o autopropulsadas).

### Cintas con motor o eléctricas
Las cintas de correr eléctricas trabajan con un motor eléctrico (de tipo AC o DC) y permiten modificar tanto la velocidad como el ángulo de inclinación sin necesidad de detener la marcha. Tras la selección inicial del corredor, el ritmo de carrera lo marca la cinta. Es frecuente distinguir entre la potencia en pico (potencia que un motor puede alcanzar en un determinado momento, pero no sostener en estado permanente) y la potencia en continuo (potencia que un motor puede mantener de forma prolongada sin dañarse). A menudo disponen de una llave de seguridad incrustada en el carenado y que actuará como freno de emergencia en caso de caída.
Las cintas de correr con motor de corriente continua están diseñadas para un uso intensivo y pertenecen en su mayoría al segmento profesional. Son cintas de correr orientadas al uso en gimnasios o instalaciones deportivas de uso común. Por el contrario, las cintas de correr con motor de corriente alterna están enfocadas para el uso doméstico. Estos motores, que pueden tener potencias similares, no están diseñados para soportar muchas horas de uso continuado.
Con carácter general, se asume que los motores de hasta 1,5 caballos de potencia son suficientes en una caminadora para desarrollar ejercicios básicos como caminar y correr a baja velocidad. Para realizar un entrenamiento más intensivo, será necesario disponer de un motor con una potencia de entre 2 y 3 caballos.
La cinta de correr eléctrica o motorizada posee un monitor-indicador que proporciona a tiempo real información como mínimo relativa al tiempo de ejercitación, distancia recorrida, velocidad de carrera, ángulo de inclinación, calorías consumidas y ritmo cardíaco (esto último puede ser controlado mediante sensores en la propia máquina o bien acoplando un cinturón torácico). En las producciones comerciales más recientes esta pantalla ya ha sido reemplazada por avanzadas consolas con total información en un entorno más interactivo.
Más allá de arrojar información meramente sobre la actividad física la cual puede incluir avanzados planes de entrenamiento, los sistemas de consola actual pueden ofrecer vídeos de rutas virtuales por distintos países o escenarios, canales de radio, de vídeo o de TV. Es posible por ejemplo salir a correr una misma ruta con un amigo que se encuentra en la otra punta del planeta. Muchas de estas versiones modernas incorporan conexión para reproductores de música, con puertos USB y altavoces,  ventilador integrado,  aplicaciones de información, entretenimiento y sistema de monitoreo.

### Cintas sin motor o manuales
Las cintas de correr sin motor o manuales suelen ser más económicas. Funcionan propulsadas por una rueda de inercia y giran en base al impulso de la propia zancada. Este mecanismo impide utilizar la cinta manual en posición completamente horizontal (salvo en algunos modelos, como los revolucionarios de tarima curva). Esto hace necesario partir una cierta inclinación para hacer girar la rueda con el movimiento de nuestros pies. En las cintas manuales el ritmo lo marca el corredor, y requieren que cualquier ajuste de pendiente o inclinación se realice de forma manual y con la máquina parada.

## Funcionamiento
El tapiz (una lámina de goma sintética que va cerrada como un lazo y cuyo grosor oscila entre los 1,2 mm y los 4,4 mm) se encuentra situado envolviendo longitudinalmente la tarima de carrera. El motor de la cinta de correr eléctrica pone en funcionamiento una correa que hace girar el rodillo de transmisión delantero, a la vez que este arrastra el tapiz provocando que el rodillo de transmisión trasero también gire. En consecuencia, el tapiz se desliza por encima de la tarima actuando como una cinta transportadora, convirtiéndose en una superficie conceptualmente idónea para el entrenamiento. Así mismo, los botones de selección permiten llevar a cabo las diversas funciones en tiempo real, como es el aumento o disminución de la velocidad o el cambio de ángulo de inclinación.
Como hemos mencionado anteriormente, existe una diferencia sustancial entre correr al aire libre (outdoor running) y hacerlo sobre una cinta de correr (indoor running) hallada en la fase de impulso. Según los expertos, para compensar esta disimilitud es indicado elevar la inclinación del banco entre los +0,5 y los +1,5 grados.

## Clasificación según el uso
En cuanto a la aplicación de uso, encontramos cintas de uso doméstico, cintas de uso semi-comercial y cintas para uso plenamente comercial (en ocasiones las de uso doméstico se subdividen en intensivo doméstico y regular doméstico). La aplicación de uso estará principalmente supeditada al lugar donde vaya destinada la máquina (gimnasio, club deportivo, comunidad de vecinos, centro médico, usuario doméstico, etc.) y al modo en vaya a ser utilizada. También hay factores como el número de usuarios frecuentes, los caballos de potencia o las horas de uso semanal, que podrán también ayudar a categorizar una cinta de correr.
En algunos casos la ecuación XxY aportará información relativa a las horas máximas de uso, en donde la X señala las horas y la Y los días. Así pues, una cinta descrita para un uso de ‘2x5’ está preconcebida para funcionar un tiempo máximo de 2 horas al día durante 5 días a la semana.
Por otra parte, cuando un usuario ronde o supere los 120 kilos de peso deberá prestar atención al detalle del peso máximo soportado por la máquina, pues es posible que, dadas sus características, necesite de una cinta de gama superior.

## Partes de la cinta de correr
Las partes principales que componen una cinta de correr son: tapiz (también denominado banda de rodadura, cinta, lámina o cinturón), rodillo de transmisión delantero, rodillo de transmisión trasero, tarima de carrera (también denominada banco o tabla), pulsador de emergencia, mecanismo de elevación, mecanismo de amortiguación. El manillar y la pantalla de datos (también llamada monitor, sistema de control o simplemente consola) forman el carenado. De forma duplicada (a derecha e izquierda) se hallan las barras estabilizadoras (también llamadas barras o brazos de seguridad), los bastidores de soporte, los armazones del chasis, los reposapiés, los tornillos de tensado y destensado y los tapones traseros del armazón.
En las cintas de correr eléctricas añadiremos, además: interruptor conmutador, variador de velocidad, cable A/C, motor, correa del motor, tapa o cubierta del motor, la placa de circuito del motor, y en ocasiones también los sensores de frecuencia cardíaca.
En las cintas de correr manuales añadiremos la rueda de inercia.
Como elemento opcional en ambos tipos de cinta consideraremos también las ruedas de transporte y el mecanismo de plegado.
No representando ninguna pieza como tal, la parte conocida como superficie de carrera alude al área útil disponible para pisar (largo*ancho).

## Evolución y trascendencia
Según declara la Sporting Goods Manufacturers Association (SFIA) en su reporte anual de bienes y marcas para la industria fitness, la cinta de correr continúa situándose en el primer lugar en ventas al por mayor de aparatos de gimnasio, acaparando un 25.5% de total de la cuota de mercado. Tras las cintas de correr, la siguiente gran categoría está formada por las bicicletas elípticas y le siguen las bicicletas estáticas. A nivel de consumidor doméstico (home fitness) dicha jerarquía varía, poniendo a las cintas de correr en tercer lugar y ocupando las dos categorías top las elípticas y las bicicletas estáticas. A día de hoy, su trascendencia y cuota de mercado es tan elevada que se cuentan en centenares los fabricantes de cintas de correr en todo el mundo.

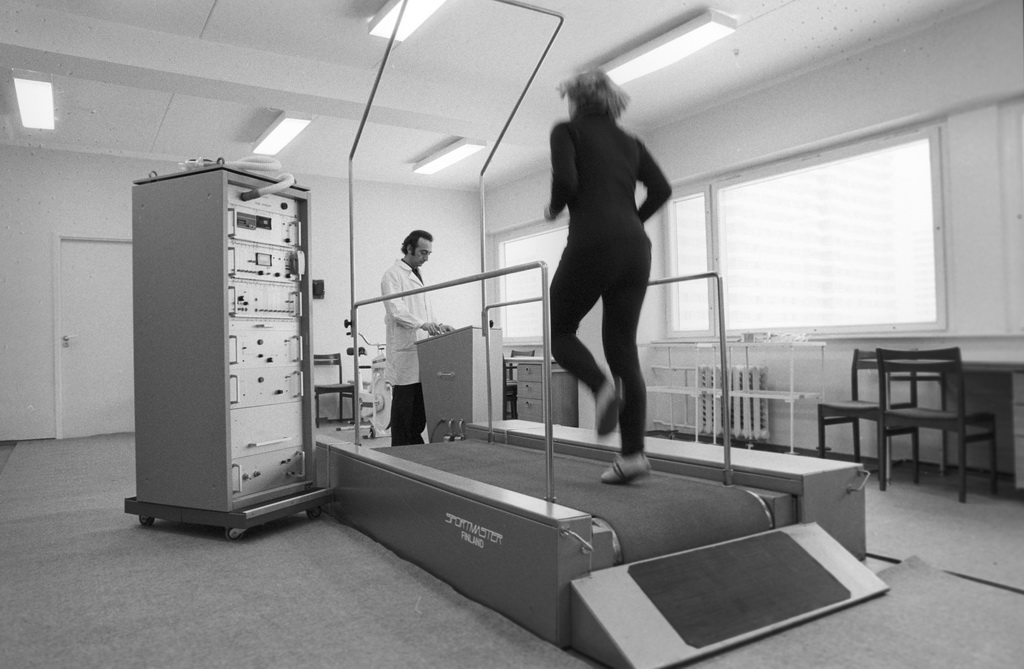
Prueba de esfuerzo en el centro médico de la villa olímpica en los Juegos Olímpicos de Moscú 1980

Además de los evolucionados mecanismos de absorción de impacto que usan las grandes marcas, cabe destacar la aparición en los últimos años de cintas de correr con tecnología antigravedad, las cuales permiten reducir el peso corporal hasta en un 80% con su pertinente desahogo para rodillas en fase de recuperación, así como la llegada de otros artilugios que permiten correr con un mínimo (incluso nulo) impacto.
En la gama alta, es cada vez más frecuente encontrar cintas con consola cien por cien táctil.

## Certificaciones
La normas de seguridad de la Organización Internacional de Normalización ISO para la producción de cintas de correr en el ámbito deportivo están reguladas por IEC EN 957-1 e IEC EN 957-6.
La normas de seguridad para la producción de cintas de correr en el ámbito de servicios médicos están reguladas por la directiva europea así como las normas internacionales de seguridad ISO. Se encuentra también la directiva europea para fabricación de maquinaria.

## Otros usos
Existe también en el mercado actual un amplio surtido de cintas de correr para perros, habiendo incluso fabricantes expresos para ellas. Se fabrican con fines notoriamente comerciales, y también se dividen en eléctricas y manuales.
En su variable menos comercial, existen cintas de correr para el ensayo y testeado en alta competición para deportes de esquí, ciclismo, equitación, hockey, automovilismo o motociclismo, entre otros.
Estos diseños exclusivos suelen caracterizarse por poseer grandes superficies de carrera y alcanzar velocidades muy por encima de las que se presumen en las cintas de correr más convencionales.